# Lijst van kerken in Alkmaar
Deze (incomplete) lijst bevat een overzicht van de (voormalige) kerkgebouwen in de gemeente Alkmaar.
| Kerk                                                      | Adres                 | Stadsdeel/wijk   | Originele functie                                         | Huidige functie                                            | Bijzonderheden | Foto |
| --------------------------------------------------------- | --------------------- | ---------------- | --------------------------------------------------------- | ---------------------------------------------------------- | --- | ---- |
| Sint-Barbara                                              | Prins Bernhardlaan 4  | Westerhout       | Rooms-katholieke kerk                                     | Ongewijzigd                                                | Gebouwd in 1887 en in gebruik sindsdien. Kapel is wel van binnen gemoderniseerd. Naast de kapel liggen 7 oorlogsgraven van omgekomen Nederlandse soldaten. |      |
| Don Boscokerk                                             | Geert Groteplein 2    | Overdie          | Rooms-katholieke kerk                                     | gesloopt                                                   | Gebouwd in 1961, gesloopt in 2007. Was een stolpkerk, architect: Van Thunissen & Kranendonk                                                                |      |
| Doopsgezinde kerk                                         | Koningsweg 12         | Centrum          | Doopsgezinden                                             | onveranderd                                                | Gebouwd in 1617 op initiatief van voorganger Hans de Ries                                                                                                  |      |
| Noordeinder Vermaning                                     | Noordeinde 18         | Noordeinde       | Doopsgezinden                                             | cultureel centrum                                          | Gebouwd ter vervanging van een houten voorganger. |      |
| Doopsgezinde kerk                                         | Koningsweg 12         | Oost-Graftdijk   | Doopsgezinden                                             | onveranderd                                                | Sobere vermaning in eclectische stijl. Noch de architect, nog de bouwer zijn bekend.                                                                       |      |
| Evangelisch-Lutherse kerk                                 | Oudegracht 187        | Centrum          | Evangelisch-Lutherse Kerk                                 | onveranderd                                                | Gebouwd in 1692 als schuilkerk. |      |
| Grote of Sint-Laurenskerk                                 | Kerkplein             | Centrum          | Rooms-katholieke kerk                                     | Protestantse Kerk in Nederland en Multifunctioneel centrum | Gebouwd in 1470-1518 |      |
| Heilige Geestkapel                                        | Waagplein 3           | Centrum          | Rooms-katholieke kerk                                     | Waaggebouw                                                 | In 1582 werd de H.Geestkapel verbouwd tot Waaggebouw, het pand was al enige tijd niet in gebruik.                                                          |      |
| Hervormde kerk                                            | Kerkelaan 5           | Koedijk          | Hervormde kerk                                            |                                                            | Pand komt mogelijk uit de Wieringermeer. |      |
| Hervormde kerk                                            | Dorpsstraat 43        | Markenbinnen     | Hervormde kerk                                            | Ongewijzigd                                                | De kerk is het enige rijksmonument in Markenbinnen |      |
| Hervormde kerk                                            | Oost-Graftdijk 45     | Oost-Graftdijk   | Hervormde kerk                                            | Ongewijzigd                                                | Zaalkerk, gebouwd in 1840. De preekstoel is uit 1715. |      |
| Hervormde kerk                                            | Noordervaart 122      | Stompetoren      | Hervormde kerk                                            | Ongewijzigd                                                | Kerk staat ook bekend als De Ark, de kerk heeft de naam Stompetoren aan het dorp gegeven.                                                                  |      |
| Sint Josephkerk                                           | Nassaulaan 2          | Zuid             | Rooms-katholieke kerk                                     | Verbouwd tot appartementen-complex                         | Rijksmonument, architect was Albert Margry |      |
| Kapelkerk                                                 | Laat                  | Centrum          | Rooms-katholieke kerk                                     | Nederlandse Gereformeerde Kerken                           | Rijksmonument, gebouwd in gotische stijl |      |
| Sint-Dominicus                                            | Laat                  | Centrum          | Rooms-katholieke kerk                                     | Winkelcentrum Domus                                        | In 1985 gesloopt, enkel toren staat er nog |      |
| Synagoge                                                  | Hofstraat 15          | Centrum          | Synagoge                                                  | Hersteld als synagoge                                      | Tussen 1954 en 2011 in gebruik als Baptistenkerk |      |
| Kerk van Jezus Christus van de Heiligen der Laatste Dagen | Jan de Heemstraat 10  | West             | Kerk van Jezus Christus van de Heiligen der Laatste Dagen | onveranderd                                                | Gebouwd in 1997 in Amerikaanse stijl |      |
| Sint Laurentius                                           | Nassaulaan 43         | Zuid             | Apostolisch Genootschap                                   | Oud Katholieke kerk                                        | Voormalige kerk van het Apostolisch Genootschap, daarna gemeentelijk gymlokaal                                                                             |      |
| Sint Laurentiuskerk                                       | Verdronkenoord 68     | Centrum          | Rooms-katholieke kerk                                     | onveranderd                                                | Rijksmonument, neogotiek, architect: Pierre Cuypers |      |
| Sint Laurentiuskerk                                       | Herenweg 77           | Oudorp           | Rooms-katholieke kerk                                     | onveranderd                                                | Rijksmonument, inclusief tuin, priestergraf en pastorie. Architect: Evert Margry, neogotiek                                                                |      |
| Lukaskerk                                                 | Oude Kanaaldijk       | Daalmeer/Koedijk | De Christengemeenschap                                    | onveranderd                                                | Gebouwd in 1993, ontworpen door Orta |      |
| Remonstrantse kerk                                        | Fnidsen 37            | Centrum          | Remonstranste kerk                                        | onveranderd                                                | Gebouwd in 1658 als schuilkerk |      |
| De Terp                                                   | Herenweg 4            | Oudorp           | Nederlandse Hervormde Kerk                                | Protestantse Kerk in Nederland                             | Gebouwd in 1868, kerk staat op een natuurlijk duin en de voorgevel is wit gepleisterd. Rijksmonument.                                                      |      |
| Verlosserkerk                                             | Oudegracht 157        | Centrum          | Gereformeerde Kerken in Nederland                         | Appartementencomplex                                       | Pand is nog als kerk herkenbaar, ontworpen door B.W. Plooij in de stijl van de Amsterdamse School, in 1971 buiten gebruik gesteld.                         |      |
| Vriendschap                                               | Meidoornlaan 10       | Oudorp           | Evangelische gemeenten                                    | onveranderd                                                | Heeft plaats in het dorpshuis |      |
| Vrijheidskerk                                             | Hobbemalaan 2A        | West             | Gereformeerde Kerken in Nederland                         | Protestantse Kerk in Nederland                             | Gebouwd in 1967, modern kerkpand zonder toren |      |
| Waakt en Bidt                                             | ’t Wuiver 1a          | Oudorp           | Gereformeerde Kerken in Nederland                         | Verbouwd tot appartement                                   | Deels gesloopt in 1992 |      |
| Nieuw-Apostolische Kerk                                   | Rhijnvis Feithlaan 51 | Overdie          | Nieuw-Apostolische Kerk Nederland                         | Nieuw-Apostolische Kerk Nederland                          | Voormalig schoolgebouw |      |
| vm. Hervormde kerk                                        | Dorpsstraat 65        | Oterleek         | Hervormde Kerk                                            | Buiten gebruik                                             | Gemeentelijk monument |      |